# 2 Возничего
2 Возничего (2 Aurigae, сокращ. 2 Aur) — возможная двойная звезда в северном созвездии Возничего. Звезда имеет видимую звёздную величину +4,79m и, согласно шкале Бортля, звезда видна невооружённым глазом на пригородном/городском небонебе (англ. Suburban/urban transition).
Из измерений параллакса, полученных во время миссии Gaia известно, что звёзды удалены примерно на 510 св. лет (158 пк) от Земли. Звезды наблюдается севернее 54° ю. ш., таким образом, звезда видна практически на всей территории обитаемой Земли, за исключением приполярных областей Антарктиды. Лучшее время наблюдения — декабрь.
Звезда 2 Возничего движется довольно быстро относительно Солнца: радиальная гелиоцентрическая скорость для звезды 2 Возничего равна −17 км/с, что примерно в 1,7 раз больше скорости местных звёзд Галактического диска, а также это значит, что звезда приближается к Солнцу. Звезда 2 Возничего приблизится к Солнцу на расстояние 477,52 св. лет через 3,81 млн. лет, когда 2 Возничего увеличит свою яркость на 0,64m до величины 4,15m (то есть будет светить тогда, как Дельта Единорога светит сейчас). По небосводу обе звезды движутся на юго-запад, проходя по небесной сфере 0,02602 угловых секунд в год.
Средняя пространственная скорость для 2 Возничего имеет следующие компоненты (U, V, W) =(20.7, 6.1, −18.7), что означает U=20,7 км/с (движется к галактическому центру), V=6,1 км/с (движется по направлению галактического вращения) и W=−18,7 км/с (движется в направлении южного галактического полюса).
2 Возничего (латинизированный вариант лат. 2 Aurigae) является обозначением Флемстида.

## Свойства 2 Возничего
Видимый компонент — судя по её спектральному классу является проэволюционировавшей гигантом спектрального класса K3IIIBa0.4. Также она демонстрирует пекулярный спектр, показывая переизбыток бария, что означает, что атмосфера звезды обогащена элементами s-процесса. Таким образом 2 Возничего является бариевой звездой, которая, как полагают, образовалась в результате массопереноса обогащенного материала от звезды, лежавшей на асимптотической ветви гигантов к менее массивному спутнику, либо звезда сама находится на асимптотической ветви гигантов и сама генерирует элементы. Подобный донор не был обнаружен в системе 2 Возничего, но предполагается, что пока необнаруженный белый карлик всё же может существовать.
Также, этот спектр показывает, что водород в ядре звезды уже не является ядерным «топливом», то есть звезда сошла с главной последовательности. Судя по её массе, которая равна 2,86 {\displaystyle M_{\bigodot }} звезда родилась как карлик, однако подобная масса вряд ли является вся её «собственностью»: какая-то часть массы, возможно даже большая, досталась ей от возможной звезды-донора.
В настоящее время звезда излучает энергию со своей внешней атмосферы при эффективной температуре около 4115 К, что придаёт ей характерный оранжевый цвет.
В связи с большой светимостью звезды её радиус может быть измерен непосредственно, и такая попытка была сделана в 1972 году. Данные об этом и других измерениях приведены в таблице:
| Год  | m    | Спектр | D (mas) | Rабс ({\displaystyle R_{\bigodot }}) | Комм.  |
| 1972 | 4.77 | K3III  | 3.7     | 28                                   | [ 17 ] |

Сейчас, после миссии Gaia, сы знаем, что радиус звезды равен 48,14 {\displaystyle R_{\bigodot }}, то есть единственное измерение было довольно адекватным, но неточным. Светимость звезды, сейчас равна 599 {\displaystyle L_{\bigodot }}. Звезда идентифицирована как инфракрасный источник.
Скорость вращения 2 Возничего почти равна солнечной и имеет значение 2,3 км/с, что даёт период вращения звезды — 1088,38 дней или 2,98 года. Это также указывает на то, что возможный необнаруженный спутник-донор, всё ещё вращается на орбите вокруг заезды: в противном случае, он бы передал звезде, не только массу, но и свой угловой момент.
Звёзды, имеющие планеты, имеют тенденцию иметь большую металличность по сравнению Солнцем, одгако 2 Возничего имеет значение металличности −0,24, то есть почти 58 % от солнечного значения. Звезда также является вероятным членом движущейся группа звёзд Большой Медведицы, а в ней она, вероятно, входит в сверхскопление Сириуса.
Звезда довольно молодая: текущий возраст системы 2 Возничего определён, как 1,8 млрд. лет. Также известно, что время жизни на стадии красного гиганта не превышает 100 млн. лет и таким обозом, 2 Возничего очень скоро сбросит внешние оболочки и станет белым карликом.